# Mariano Cohn i Gastón Duprat
Mariano Cohn (ur. 1 grudnia 1975 w Villa Ballester) i Gastón Duprat (ur. 8 grudnia 1969 w Bahía Blanca) – argentyńscy twórcy filmowi, wspólnie reżyserują, produkują, piszą scenariusze własnych filmów, a także są ich operatorami.

## Życiorys
Poznali się w 1993 w Buenos Aires podczas lokalnego festiwalu poświęconego sztuce eksperymentalnej i wideo, na którym Gastón zasiadał w jury, a Mariano prezentował film wideo w sekcji konkursowej. Od tamtego czasu zawiązali trwałą współpracę i realizowali wspólne projekty, początkowo eksperymentalne i dokumentalne. Pracowali też dla telewizji.
Jako tandem reżyserski zadebiutowali w pełnometrażowej fabule obrazem El artista (2008). Thriller Sąsiad (2009) przyniósł im nagrodę za najlepsze zdjęcia na Sundance Film Festival. Uwagę na forum międzynarodowym zwrócili na siebie dowcipnymi satyrami na świat sztuki i życie artystów w filmach Honorowy obywatel (2016) z nagradzaną kreacją Oscara Martíneza w roli argentyńskiego pisarza-noblisty oraz Boscy (2021) z Antonio Banderasem, Penélope Cruz i ponownie Martínezem w rolach głównych.
W 2018 Duprat nakręcił samodzielnie komediodramat Moje arcydzieło. Z kolei Cohn zasiadał w jury konkursu głównego na 79. MFF w Wenecji (2022).